# Henry Lytton
Henry Lytton (3 de enero de 1865 – 15 de agosto de 1936) fue un actor y cantante inglés que fue primer exponente de los papeles de barítono cómico de las óperas de Gilbert y Sullivan en los primeros años del siglo XX. Su carrera en estas óperas, junto a la D'Oyly Carte Opera Company abarcó 50 años, y fue la única persona nombrada sir por sus éxitos como intérprete de obras de Gilbert and Sullivan. Lytton también trabajó en numerosas comedias musicales eduardianas. Estuvo casado con su compañera de D'Oyly Carte, la artista Louie Henri.

## Vida y carrera
Su verdadero nombre era Henry Alfred Jones, y nació en Londres. Sus padres eran Henry Jones, un joyero, y Martha Lavinia Harris. En la escuela tomó parte de representaciones teatrales amateurs y en competiciones de boxeo. Escribió que también fue un nuño solista en el coro de la Iglesia de St. Philip, en Kensington, Londres. Su biógrafo Brian Jones concluye que Lytton no dice toda la verdad sobre sus años de adolescencia y sobre los inicios de su carrera en sus memorias de 1922, Secrets of a Savoyard. De hecho, a los catorce años Lytton dejó la escuela para ser aprendiz del joven artista William Henry Hamilton Trood, con la intención de estudiar pintura y escultura alrededor del año 1880. El padre de Lytton esperaba que con ello finalizaría su interés por el teatro. Lytton probablemente conoció a su futura esposa, Louisa Webber, más tarde conocida como Louie Henri, en la Iglesia de St. Philip.

### Inicios
En 1879 Louie Henri estaba comprometida con la compañía de operetas de Florence St. John, pero la dejó para ayudar a Lytton a iniciar su carrera interpretativa. En 1881 intervinieron en varias obras representadas en el Teatro Philharmonic, en Islington, incluyendo The Obstinate Bretons y The Shaughraun, de Dion Boucicault, y después, con Kate Santley, trabajaron en el Teatro Royalty. Ahí actuaron en Ixion, or the Man at the Wheel, de F. C. Burnand, pero el teatro cerró poco después. Henri volvió a la compañía de St. John, donde ella participaba en varias operetas y tenía un pequeño papel en Olivette, representada en el Teatro Avenue. Después, en 1883, volvieron de nuevo a la compañía de Santley, pero Lytton no consiguió trabajo como actor durante un tiempo y se vio forzado a aceptar ocupaciones diversas. Henri intervino posteriormente en la pantomima navideña llamada Cinderella, en el Teatro Royal, en Drury Lane. La pareja se casó en 1884, con 19 años de edad ambos, en la Iglesia St. Mary Abbot, en Kensington.
Henri dejó Drury Lane para unirse a D'Oyly Carte Opera Company e interpretar un pequeño papel en la primera gira de provincias de la obra de Gilbert y Sullivan Princess Ida, gira iniciada en febrero de 1884, en la cual participaban Courtice Pounds y Fred Billington. La gira con Ida continuó durante casi un año, y después la pareja viajó en otras producciones de D'Oyly Carte hasta mayo de 1885. También, en enero de 1885, Henri tuvo su primera hija, Ida Louise Jones. 
Tras todo ello se juntaron con otros actores sin trabajo, y viajaron durante tres meses de ciudad en ciudad por Surrey, interpretando un drama llamado All of Her, una comedia titulada Masters and Servants, y una opereta, Tom Tug the Waterman. Los ingresos por estas representaciones eran escasos, y los jóvenes actores acabaron pasando hambre. En el otoño de 1885, Lytton y Henri se sumaron otra vez a D'Oyly Carte para hacer una gira, trabajando en Trial by Jury, The Sorcerer, Patience y The Pirates of Penzance. Ambos participaron posteriormente en la pantomima Cinderella, en el Teatro Royal, en Mánchester. En el verano de 1886, Lytton y Henri formaron parte del coro de Erminie y en The Lily of Leoville, de Ivan Caryll y Clement Scott, en el Teatro Comedy, viajando más con Erminie en el otoño de ese año. Al final del año, Lytton formó parte del coro de The Mikado, obra que estaba llegando al final de su primer período de representaciones en el Teatro Savoy.

### Gira de 1887 a 1897
En 1887 Lytton consiguió un puesto gracias a la enfermedad de George Grossmith. Lytton, a los 22 años, tuvo la oportunidad de actuar como Robin Oakapple durante más de dos semanas en la representación original de Ruddigore. Cuando Grossmith se recuperó, Lytton volvió al coro de Ruddigore. Tras su éxito en el Savoy, Lytton fue enviado de gira en abril de 1887 interpretando a Robin y ganando buenas críticas. Al inicio de su carrera, Lytton aparecía en los programas como "H. A. Henri", pero en esta gira cambió su nombre artístico por el de H. A. Lytton, a sugerencia de W. S. Gilbert, en memoria de la vieja amistad de Gilbert Marie Litton, así como del novelista, dramaturgo y político Edward Bulwer-Lytton.
Lytton siguió trabajando casi continuamente en las giras de D'Oyly Carte hasta 1897. En gira, a finales de 1888, Lytton había interpretado varios más de los principales papeles cómicos de Gilbert y Sullivan. Además de Robin, fue Ko-Ko en The Mikado, el Mayor-General Stanley en Pirates, Sir Joseph Porter en H.M.S. Pinafore, y Jack Point en The Yeomen of the Guard, el cual se convirtió en su papel favorito. A diferencia de Grossmith, que dio un final cómico a la ópera, el Jack Point de Lytton, siguiendo el ejemplo de George Thorne (otro artista de D'Oyly Carte), fallecía al final de la obra. En años siguientes interpretó a estos y a otros de los papeles cómicos de Gilbert y Sullivan en las giras de D'Oyly Carte. 
En 1890, Lytton fue llamado a Nueva York junto con otros actores de D'Oyly Carte, a fin de reforzar el débil reparto de la producción original en esa ciudad de la obra The Gondoliers, en la que interpretaba al Duque de Plaza-Toro. Después fue el Rev. William Barlow en The Vicar of Bray, McCrankie en Haddon Hall, y Capitán Flapper en Billee Taylor. A finales de 1893, añadió a su repertorio el papel de Rey Paramount en Utopia, Limited. En 1895 Lytton fue Bobinet en Mirette y Peter Grigg en The Chieftain. En 1896, interpretó a Ludwig en la primera gira provincial de The Grand Duke.

### Vuelta a Londres: 1897 a 1908
Lytton fue requerido por el Savoy en 1897 para interpretar al Rey Fernando en una nueva pieza montada por la D'Oyly Carte Opera Company, His Majesty, reemplazando a George Grossmith, que había vuelto a la escena tras muchos años, y falló en el papel. Walter Passmore había tomado los principales papeles en las óperas de Gilbert y Sullivan del Savoy cuando se retiró Grossmith. Por consiguiente, al volver al Savoy, en la siguiente media docena de años, Lytton hizo otros papeles de barítono en las reposiciones de Gilbert y Sullivan. Entre ellos figuraban el de Wilfred Shadbolt en Yeomen, Giuseppe en The Gondoliers, el juez en Trial, Dr. Daly en The Sorcerer, Capitán Corcoran en Pinafore, Archibald Grosvenor en Patience, y Strephon en Iolanthe. También hizo papeles de obras no escritas por Gilbert y Sullivan, tales como Príncipe Paul en La Grande-Duchesse de Gérolstein (1897-98), Simon Limal en The Beauty Stone (1898), Barón Tabasco en The Lucky Star (1899), Sultán Mahmoud en The Rose of Persia, Charlie Brown en  Pretty Polly (1899-90), padre de Ib en Ib and Little Christina (1901), Pat Murphy en The Emerald Isle (1901), el Conde de Essex en Merrie England (1902), y William Jelf en A Princess of Kensington (1903).
Lytton hizo dos intentos de dedicarse a la dirección teatral. Junto a algunos socios arrendó el Teatro Criterion en 1899 para producir The Wild Rabbit, una farsa de George Arliss, quien posteriormente llegaría a ser un famoso actor en Estados Unidos. La producción se estrenó durante una ola de calor, y se mantuvo en escena únicamente tres semanas en Londres, suponiendo una seria pérdida económica para Lytton en este momento de su carrera.
A partir de 1903 Lytton tomó un descanso en su actividad con D'Oyly Carte, trabajando en varias producciones musicales de éxito en el teatro del West End londinense, incluyendo el papel titular de The Earl and the Girl (1903-04), el de Teniente Reggie Drummond en The Talk of the Town (1905), Aristide en The Little Michus (1905), Boniface en The Spring Chicken (1905), Teniente Reginald Armitage en The White Chrysanthemum (1905), Capitán Flapper en Billee Taylor (1906), Jack Hylton en My Darling (1907), y el papel principal de The Amateur Raffles (1907) Lytton actuó en el music hall entre uno y otro compromiso, haciendo números cómicos con Connie Ediss durante un tiempo.
También volvió al Savoy, durante este período, para hacer algunas actuaciones como artista invitado, y participó en el repertorio de D'Oyly Carte en las temporadas de 1907 y 1908-09. Sus papeles fueron el principal de The Mikado, Dick Deadeye en Pinafore, Strephon en Iolanthe, el Rey Pirata en Pirates, Giuseppe en The Gondoliers y, brevemente, Ko-Ko en The Mikado y Sir Joseph en Pinafore. También escribió letras para algunas operetas, incluyendo Knights of the Road, con libreto de Richard Turpin y música de Alexander Mackenzie, la cual interpretó en el Palace.
En 1909, Lytton se sumó a la gira de D'Oyly Carte Principal Repertory Opera Company, en esta ocasión como actor principal, reemplazando a Charles R. Walenn. A partir de este momento interpretaría todos los papeles de Grossmith (J. W. Wells, Sir Joseph, General Stanley, Bunthorne, Lord Chancellor, Gama, Ko-Ko, Robin, Point, y el duque) hasta el momento de su retiro, excepto el de Mayor General Stanley y el de Robin Oakapple.

### Años como actor principal
Entre 1909 y 1934, con la organización D'Oyly Carte, abarcó un número sin paralelo de personajes, incluyendo al Abogado y al Juez en Trial by Jury, Dr. Daly y John Wellington Wells en The Sorcerer, Capitán Corcoran, Dick Deadeye, y Sir Joseph Porter en H.M.S. Pinafore, el Rey Pirata en Pirates, Bunthorne y Grosvenor en Patience, Strephon y el Lord Chancellor en Iolanthe, Rey Gama en Princess Ida, Ko-Ko y The Mikado en The Mikado, Robin en Ruddigore, Jack Point y Wilfred Shadbolt en The Yeomen of the Guard, Giuseppe y el duque de Plaza-Toro en The Gondoliers, Rey Paramount en Utopia Limited, y Ludwig en The Grand Duke.
Aunque Lytton había hecho papeles de barítono lírico en sus inicios, en la década de 1920 su voz se había deteriorado hasta el punto de que no se le incluía en la mayor parte de las grabaciones de D'Oyly Carte de la época. Lytton fue nombrado sir en 1930, la única persona en recibir la distinción con motivo de sus interpretaciones de las obras de Gilbert y Sullivan. 
En 1931 Lytton resultó herido en un accidente de tráfico en el cual falleció la principal contralto de D'Oyly Carte, Bertha Lewis. Martyn Green, su sucesor, sustituyó a Lytton hasta su vuelta unos meses después. Su última actuación con la D'Oyly Carte Opera Company fue en el Teatro Gaiety de Dublín en junio de 1934, con el papel de Jack Point en The Yeomen of the Guard, y su última aparición en el escenario fue como Emperador de China en Aladdin, en el Teatro Prince of Wales de Birmingham.

## Grabaciones
Hizo muchas grabaciones entre 1901 y 1905, incluyendo canciones de The Sorcerer, Iolanthe, Merrie England, A Princess of Kensington, A Country Girl, The Toreador, The Earl and the Girl (su grabación de "My Cosy Corner Girl", de este musicla, fue un gran éxito) y muchas otras. En la época en que la compañía HMV empezó a usar a los integrantes de D'Oyly Carte en sus grabaciones de las óperas Savoy, sin embargo, la voz de Lytton ya no era apropiada para el gramófono. De las muchas grabaciones de HMV editadas en el período entre guerras, Lytton fue incluido únicamente en Princess Ida en 1924 y 1932, The Mikado en 1926, The Gondoliers en 1927, y H.M.S. Pinafore en 1930. También cantó Ko-Ko en una emisión radiofónica de la BBC en 1926 de The Mikado, y actuó en el mismo papel en un film mudo de cuatro minutos de duración para promocionar la organización D'Oyly Carte en 1926.